# 鸣鸿传
《鸣鸿传》（英語：Myth of Sword），是一部2018年中国大陆武侠古装剧。由张亮、白客、陈都灵、吴优、陆琦蔚领衔主演，爱奇艺于2018年9月20日首播。

## 播出时间
| 频道                | 所在地          | 播映日期      | 播出时间                                          | 备注 |
| ------------------- | --------------- | ------------- | ------------------------------------------------- | ---- |
| 爱奇艺 愛奇藝台灣站 | 中国大陆 · 臺灣 | 2018年9月20日 | VIP会员抢先看全集，每周四至周六20:00各免费更新2集 |      |

## 劇情簡介
北宋汴京的神捕快沈十五，外表高冷，内外兼修，不仅长相帅气，同时还是个技术控，科技宅男，生活中沈十五热衷科技，拥有大批迷妹粉丝团，工作中断案如神，为维护汴京社会秩序做出贡献，但最令他头疼的是街头混混刘星雨，刘星雨经常坑蒙拐骗，还是个撩妹高手，沈十五在办案过程中，与刘星雨斗智斗勇，两人相爱相杀，同时双面少女王诗诗、捉妖师妖后明珠、月庭国小公主古儿也纷纷卷入其中，几个人齐心协力对抗恶势力，破获种种奇葩案件。

## 演员列表

### 主要演员
| 演員   | 角色   | 介紹 | 配音   |
| 张亮   | 沈十五 | 汴安第一神捕，嫉恶如仇，断案如神，勇敢沉稳，武功高强，以维护汴京秩序为己任，非常有责任心，深受当地女性的喜爱，是她们心目的完美男神。并且热衷于发明创造，常常制造出让人眼前一亮的东西。 | 王凯   |
| 白客   | 刘星雨 | 汴安城的小混混，及其自恋，坑蒙拐骗无所不作，吃喝嫖赌样样精通，懒惰散漫，知足潇洒。一身痞气却极讲义气，可以为兄弟两肋插刀。与沈十五上演相爱相杀的兄弟情。                               | 原声   |
| 陈都灵 | 王诗诗 | 龙华第一艺妓，秋水阁的头牌，当然只卖艺不卖身。声色双绝，是城中男人的梦中情人。善良热情，古灵精怪，极富正义感。喜欢沈十五，但感情进展不顺。                                             | 徐佳琦 |
| 吴优   | 明珠   | 妖界妖后，以捉妖师的身份随夏凉国使团潜伏入汴京，找寻失踪妖王的下落。绝艳高冷，修为深厚，重情重义，率领手下小妖抗击邪恶势力，维持三界的秩序。                                           | 邱秋   |
| 陆琦蔚 | 古儿   | 月庭国的小公主，作为联姻的对象，来到龙华。元气爆棚，活泼可爱，古灵精怪，痴情小混混刘星雨。                                                                                             | 杨婧   |

### 其他演员
| 演員   | 角色   | 介紹 | 配音   |
| 李超   | 廖无色 | 兵器专家更是龙牙首领，多年来一直被皇帝委托找寻鸣鸿的下落，心狠手辣，为实现目的不择手段。手握重兵，党羽众多，在朝中几乎一手遮天。包藏祸心，想要皇帝死，皇帝也因为其势力太大而装作昏庸无能。勾结妖界前太子，无法无天，图谋甚大。 | 严明   |
| 曹艳艳 | 桂娘   | | 金雁   |
| 郑棠元 | 马中南 | | 杨天翔 |
| 羅家英 | 大長老 | | 赵述仁 |
| 赵科   | 玄武   | 妖界前太子，出身尊贵，目中无人。由于上古年间被妖王夺走了本该属于自己的王位，而怀恨在心，一心想要报仇。身受重伤之时，藏身于廖府休养，并与廖无色联手合谋。生性嗜血好战，杀人如麻。为实现心中野心，一统妖界，不惜破坏三界的安宁。 | 张磊   |
| 王海祥 | 步天云 | 龙牙统领，武功高强，忠君爱国。也是沈十五的不为人知的师傅和上司，为了皇帝交代的使命，委曲求全跟在廖无色身边，做了一些违背良心的事，不过一直都清楚内心的光明在何处。                                                             | 魏超   |
| 黄一山 | 龙冶   | 龙华皇帝，九五之尊。平日装作昏庸无能，好吃懒惰，胆小如鼠，贪生怕死。实则是因为朝中廖无色一手遮天的无奈之举，暗地励精图治，有伟大的抱负。爱好和平，反对战争。                                                                   |        |
| 刘向京 | 包小乙 | 英明决断、忠君爱国的大仁府府丞，为人廉洁公正，爱民如子，致力于替百姓申不平，深受三界爱戴。神捕沈十五的顶头上司。 |        |

## 网络剧原声带
| 曲序 | 曲目               | 演唱 |
| ---- | ------------------ | ---- |
| 1.   | 江湖四条（片头曲） | 李光 |
| 2.   | 无字书（片尾曲）   | 唐宁 |